# Pinacoteca civica di Forlì
La Pinacoteca civica di Forlì, intitolata a Melozzo degli Ambrogi, è parte dei Musei civici di Forlì ed ha attualmente sede presso i Musei di San Domenico. Della Pinacoteca fa parte anche la collezione Pedriali, una raccolta di dipinti, italiani e stranieri, dal XVII al XIX secolo. Contiene la collezione Verzocchi di pittura italiana del XX secolo sul tema del lavoro, attualmente ospitata nel Palazzo Romagnoli in Via Albicini.

## Storia
La fondazione della Pinacoteca Civica di Forlì avvenne ufficialmente nel 1838. I primi fondi furono costituiti da opere provenienti dalle spoliazioni napoleoniche di varie chiese cittadine: la nascita della pinacoteca, dunque, può essere vista come una parziale restituzione alla pubblica fruizione di tali opere. Ad esse si erano aggiunte donazioni di privati cittadini, come il conte Pietro Guarini, ed opere provenienti dal Palazzo Comunale.
L'apertura al pubblico si ebbe nel 1846; la sede era il Palazzo dei Signori della Missione, allora sede della Biblioteca comunale, a cui la pinacoteca era annessa. In quanto allora bibliotecario, primo conservatore della pinacoteca fu don Domenico Brunelli, a cui successe il conte Filippo Guarini.
Nel 1922, completato il trasferimento dell'ospedale dal Palazzo del Merenda alla nuova sede, progettata nel 1905 da Giovanni Tempioni e terminata nel 1912, ed eseguiti i necessari lavori, la pinacoteca lasciò il Palazzo dei Signori della Missione per trovare collocazione nel grande palazzo progettato da Giuseppe Merenda. Qui vennero anche trasferiti la biblioteca e gli altri musei civici nel frattempo fondati.
Fra i direttori della prima metà del Novecento, è da segnalare l'opera del conte Benedetto Pergoli.
A partire dal 1996, gran parte delle opere della pinacoteca ha raggiunto la nuova sede, nell'ex convento dei Domenicani.
L'opera Fiasca con fiori, di modi caravaggeschi, attribuita a Paolo Barbieri, o a Guido Cagnacci o anche a Tommaso Salini, è stata scelta per inaugurare il ciclo Brera ospita, novità della Pinacoteca di Brera che, a partire dall'autunno-inverno del 2005, propone in mostra opere prestate da altri musei.

## Opere
Comprende opere, anche di notevole rilievo, di autori quali Francesco Albani, Livio Agresti, Giacomo Balla, Beato Angelico, Guido Cagnacci, Antonio Canova, Baldassarre Carrari, Maceo Casadei, Domenichino, Gregorio di Lorenzo (il Maestro delle Madonne di Marmo), Guercino, Lorenzo di Credi, Maestro dei Baldraccani, Melozzo da Forlì, Giorgio Morandi, Francesco Menzocchi, Livio Modigliani, Giovanni Antonio Nessoli, Marco Palmezzano, Antonio Rossellino e altri.

### Sala 1
- Scultore del XII secolo - Cariatide
- Scultore del XII secolo - Figura zoomorfa
- Scultore degli inizi del XIII secolo - Piliere con san Mercuriale, una figura acefala che benedice un pellegrino inginocchiato e i simboli dei quattro evangelisti
- Pittore giottesco - Madonna col bambino, 1255-1260
- Maestro di Forlì - Trittico con storie della Vergine e santi, XIII secolo
- Pittore veneto-romagnolo - Ultima cena,  Madonna col Bambino e i santi Pietro e Antonio da Padova, deposizione della Croce, Cristo al Limbo, stigmate di San Francesco, due santi
- Maestro di Caorle - Santi Pietro, Andrea, Giovanni e un santo vescovo, seconda metà del XIV secolo
- Maestro di Caorle - Santi Marco, Bartolomeo e Leonardo, seconda metà del XIV secolo
- Mello da Gubbio - San Gregorio e santa Maria Maddalena, metà del XIV secolo

### Sala 2
- Pittore dell'ultimo quarto del XIII secolo - Madonna col Bambino
- Pittore della fine del XIV secolo - Sant'Antonio abate benedice un fanciullo
- Pittore di ambito riminese - San Ludovico di Francia, 1330 circa
- Maestro di Tossino (località presso Modigliana), affine ad Andrea da Bologna - Madonna dell'Umiltà, 1360 circa
- Pittore romagnolo della fine del XIV secolo - San Donnino e santo vescovo (Agostino?)
- Pittore romagnolo della fine del XIV secolo - San Bartolomeo apostolo e san Bernardo (?)

### Sala 3
- Scultore del XIV secolo - Sarcofago del beato Giacomo Salomoni
- Pittore del XIV secolo detto Augustinus - Corteo dei Magi e i santi Pietro, Paolo e Girolamo
- Pittore del XIV secolo detto Augustinus - Testa di santo
- Federico Tedesco - Natività, 1420 circa

### Sala 4

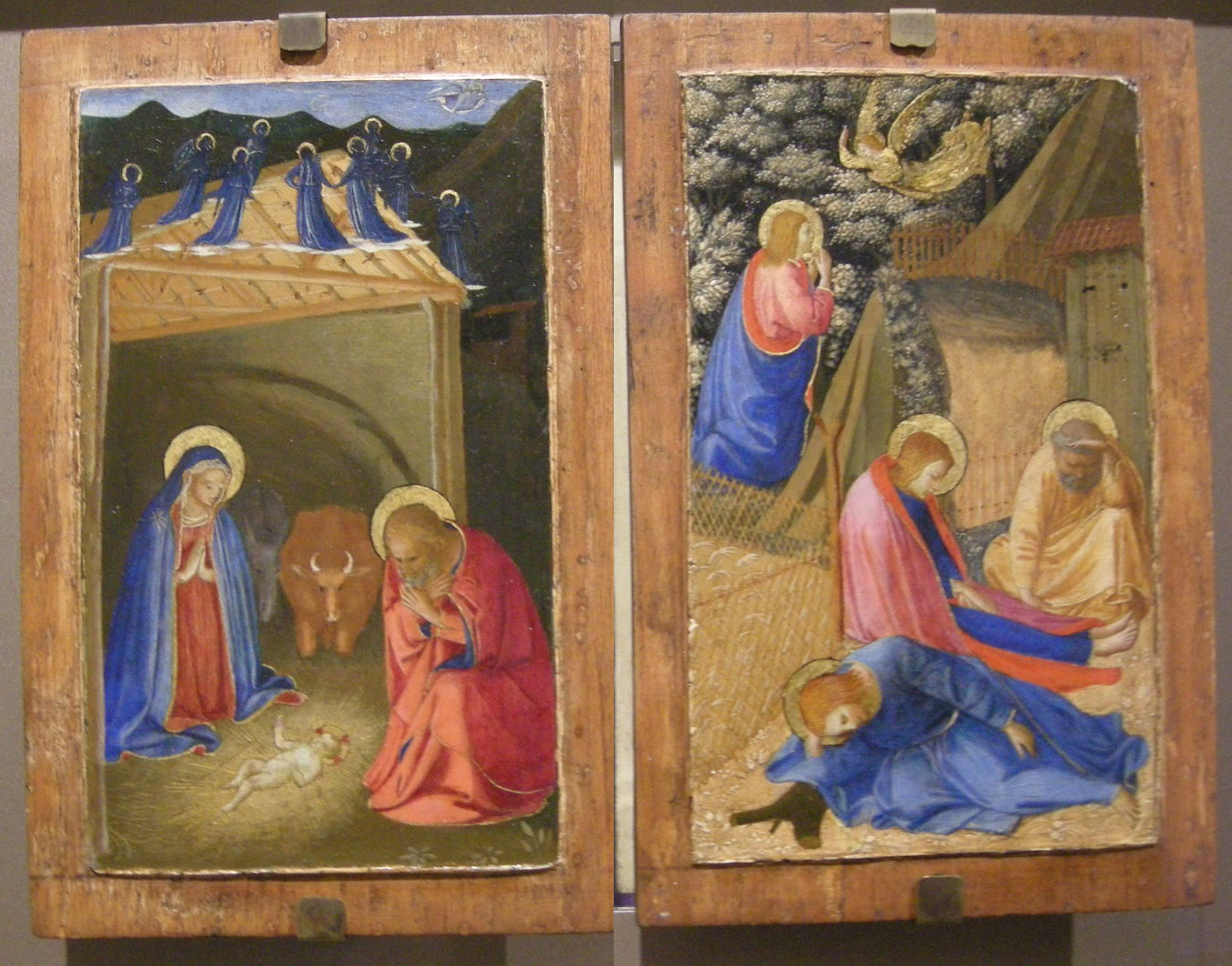
Beato Angelico
Natività e Preghiera nell'orto

- Maestro romagnolo influenzato da Francesco del Cossa - Pestapepe, seconda metà del XV secolo
- Francesco di Simone Ferrucci - Busto di Pino III Ordelaffi, settimo decennio del XV secolo
- Maestro dei Baldraccani - Madonna col Bambino, fine del XV secolo
- Beato Angelico - Natività, 1440-1450
- Beato Angelico - Preghiera nell'orto, 1440-1450
- Lorenzo di Credi - Ritratto di giovane donna o Dama dei gelsomini, 1485-1490

### Sala 5
- Antonio Rossellino - Madonna col Bambino, ultimo quarto del XV secolo
- Antonio Rossellino - Sarcofago del beato Marcolino Amanni, 1458
- Gregorio di Lorenzo, detto anche Maestro delle Madonne di marmo - Madonna col Bambino e due angeli e trabeazione

### Galleria 6
- Marco Palmezzano - Crocifisso con la Madonna e i santi Francesco, Chiara, Giovanni Evangelista e Maddalena, 1492
- Arazziere di Bruxelles - Crocifissione, primo decennio del XVI secolo

### Sala 7
- Marco Palmezzano - Annunciazione, 1495-1497
- Marco Palmezzano - Glorificazione di sant'Antonio Abate in trono tra i santi Giovanni Battista e Sebastiano, 1496-1497
- Marco Palmezzano - Comunione degli Apostoli, 1506
- Marco Palmezzano - Presentazione di Gesù al Tempio
- Marco Palmezzano - Fuga in Egitto
- Marco Palmezzano - Battesimo di Gesù

### Sala 8
- Marco Palmezzano - Annunciazione, 1511-1512
- Marco Palmezzano - Padre Eterno benedicente
- Marco Palmezzano - Madonna col Bambino in trono tra i Santi Bartolomeo e Antonio da Padova, 1513
- Marco Palmezzano - Sant'Elena con la croce, 1516
- Marco Palmezzano - Madonna in trono tra i santi Biagio e Valeriano con tre angeli musicanti, 1520 circa

### Sala 9

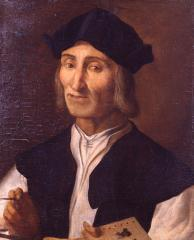
Anonimo
Ritratto di Marco Palmezzano, XVI secolo

- Giovan Battista Rosetti (?) - Madonna col Bambino
- Marco Palmezzano - Andata al Calvario, 1535
- Bottega di Marco Palmezzano - Sacra Famiglia
- Anonimo del XVI secolo - Ritratto di Marco Palmezzano
- Baldassarre Carrari - Incoronazione della Vergine e i santi Benedetto, Mercuriale, Giovanni Gualberto e Bernardo Uberti, 1512
- Nicolò Rondinelli - Madonna col Bambino

### Sala 10
- Francesco Zaganelli - Concezione della Vergine, 1513
- Bartolomeo Ramenghi detto il "Bagnacavallo" - Madonna col Bambino e san Francesco, 1535
- Baldassarre Carrari - San Girolamo
- Baldassarre Carrari - Cristo deposto
- Francesco Raibolini detto il "Francia" - Sacra Famiglia con due angeli, un pastore e san Francesco, inizio del secondo decennio del XVI secolo
- Lorenzo Costa - Madonna col Bambino e san Francesco, 1504-1505

### Sala 11
- Girolamo Marchesi da Cotignola - Madonna col Bambino tra due angeli, san Mercuriale, il Battista e il committente, terzo decennio del XVI secolo
- Girolamo Marchesi da Cotignola - Ritratto d'uomo
- Pittore ferrarese del XVI secolo - San Sebastiano
- Pittore ferrarese del XVI secolo - San Rocco
- Giulio Avezuti detto il "Ponteghino" - Deposizione della croce
- Francesco Rizzo da Santacroce - Madonna col Bambino e i santi Giovannino e Caterina d'Alessandria, prima metà del XVI secolo
- Francesco Rizzo da Santacroce - Madonna col Bambino e i santi Simone e Giuseppe, prima metà del XVI secolo

### Sala 12

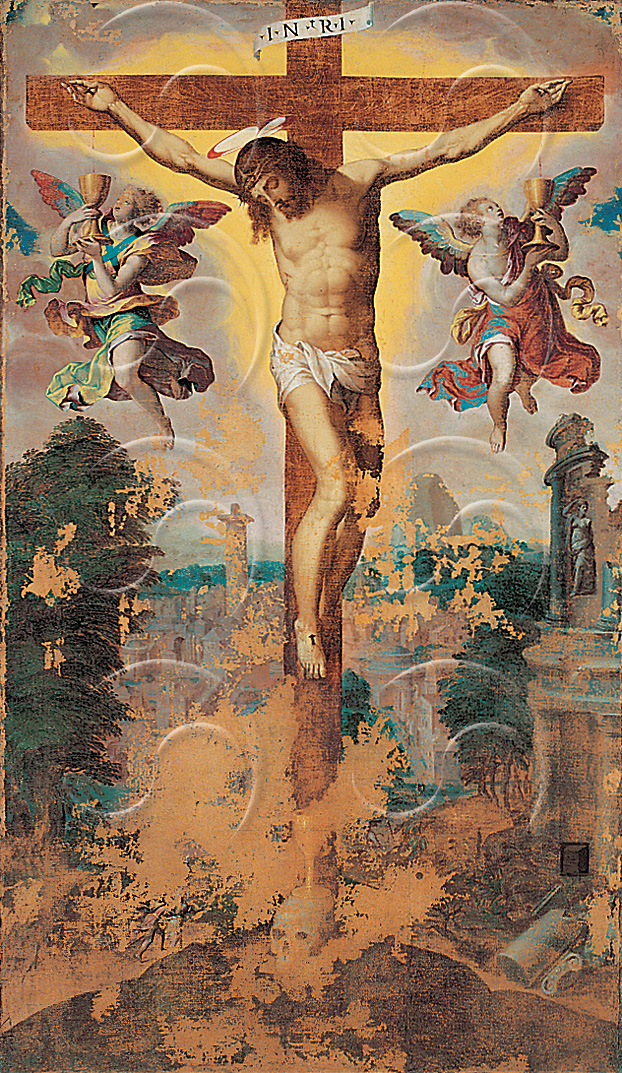
Livio Agresti
Crocifisso con due angeli

- Pittore romagnolo del XVI secolo - San Rocco
- Pittore romagnolo del XVI secolo - San Sebastiano
- Livio Agresti - Crocifisso con due angeli, sesto decennio del XVI secolo
- Livio Agresti e Livio Modigliani - Deposizione dalla croce
- Pittore dell'ambito di Livio Agresti - Presentazione di Maria al Tempio
- Marcello Venusti - Resurrezione di Cristo , 1540 circa

### Sala 13
- Livio Agresti - Storie eucaristiche e personaggi dell'Antico Testamento:

1. Caduta della manna
2. Cena della Pasqua ebraica
3. Incontro di Abramo con Melchisedec
4. Miracolo di Bolsena
5. San Gregorio e la donna incredula
6. Elia
7. Mosè
8. Davide

### Sala 14
Sala vuota

### Sala 15
- Francesco Menzocchi - San Paolo detta precetta a due vescovi, quinto decennio del XVI secolo
- Francesco Menzocchi - Sacra Famiglia con santo Stefano e il committente, quinto decennio del XVI secolo
- Francesco Menzocchi - Deposizione, 1562
- Pier Paolo Menzocchi (?) - Crocifisso con i santi Rocco e Bernardino e angeli
- Pier Paolo Menzocchi - Compianto su Cristo morto

### Sala 16
- Francesco Menzocchi - Fiume Eufrate, sesto-settimo decennio del XVI secolo
- Francesco Menzocchi - Fiume Tigri, sesto-settimo decennio del XVI secolo
- Francesco Menzocchi - Fiume Phison, sesto-settimo decennio del XVI secolo
- Pier Paolo Menzocchi - Dodici tavolette raffiguranti scene della vita e della passione Cristo:

1. Annunciazione
2. Visitazione
3. Natività
4. Circoncisione
5. Gesù nel Tempio
6. Flagellazione
7. Cristo coronato di spine
8. Cristo cade sotto il peso della croce
9. Crocifissione
10. Resurrezione
11. Ascensione
12. Pentecoste

### Sala 17
- Orazio Samacchini - Annunciazione, 1572
- Pittore emiliano-romagnolo del XVI secolo - Sposalizio di santa Caterina e i santi Anna, Giuseppe e Giovannino
- Francesco Longhi - Madonna col Bambino e san Giovannino
- Bernardino Baldi - Annunciazione, 1600
- Giuseppe Cesari detto il Cavalier d'Arpino - San Francesco riceve le stigmate, secondo decennio del XVII secolo

### Sala 18
- Gian Francesco Modigliani - Natività della Vergine al Tempio, ultimo decennio del XVI secolo[2]
- Gian Francesco Modigliani - Presentazione della Vergine al Tempio, ultimo decennio del XVI secolo[2]
- Gian Francesco Modigliani - Morte della Vergine, ultimo decennio del XVI secolo[2]
- Gian Francesco Modigliani - Madonna col Bambino e i santi Mercuriale e Valeriano, ultimo decennio del XVI secolo
- Gian Francesco Modigliani - Incontro di Abramo con Melchisedec, primo decennio del XVII secolo
- Gian Francesco Modigliani - Agnello pasquale, primo decennio del XVII secolo
- Gian Francesco Modigliani - Cristo che comunica agli Apostoli, primo decennio del XVII secolo
- Gian Francesco Modigliani - Profanazione dell'Ostia, primo decennio del XVII secolo
- Gian Francesco Modigliani - Sposalizio di santa Caterina e suora novizia

### Galleria 19

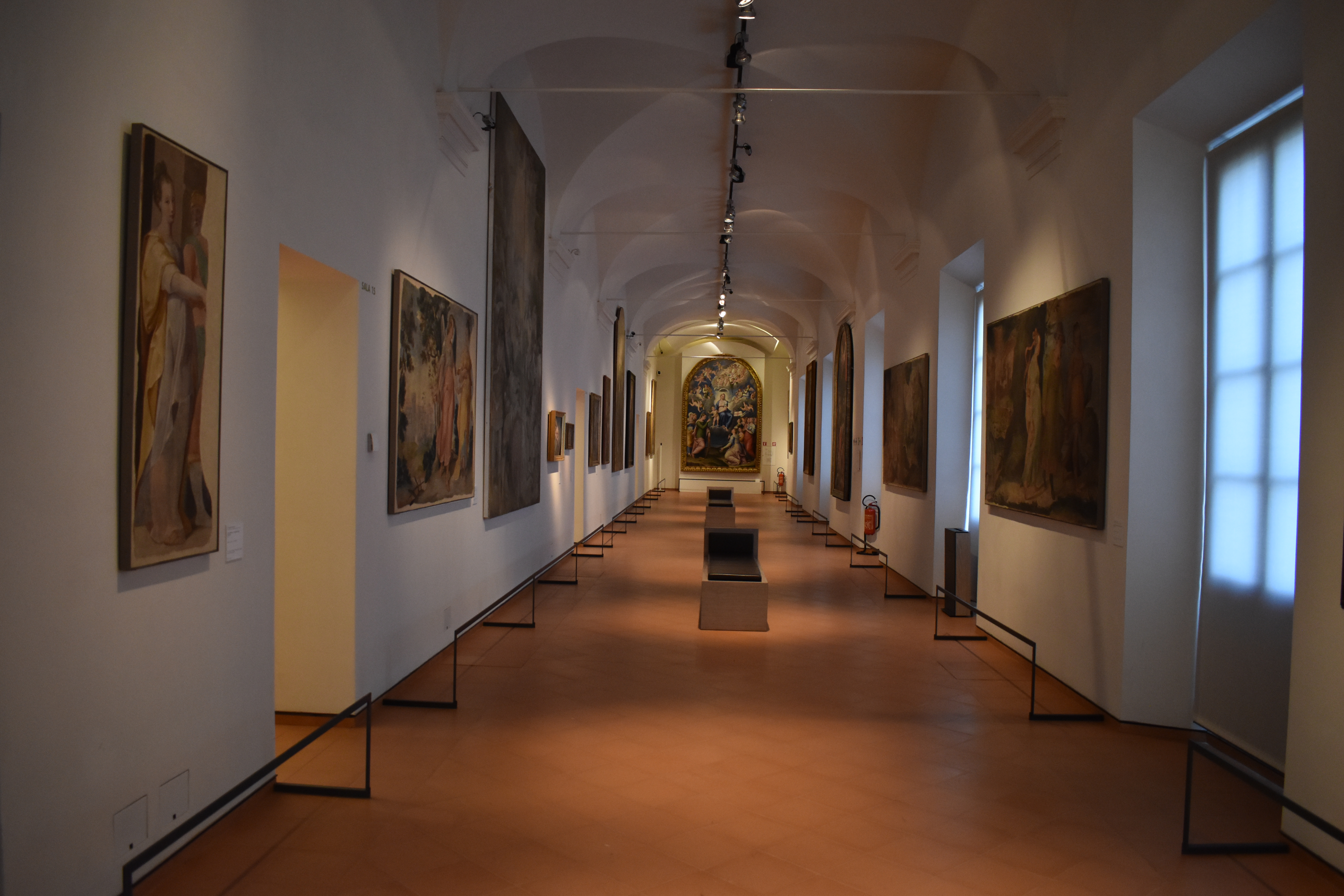
Galleria 19

- Tiburzio Passerotti - San Giorgio uccide il drago tra i santi Nicola di Bari, Girolamo, Dorotea, Caterina d'Alessandria e altre due sante
- Ludovico Carracci - San Carlo Borromeo in adorazione del Bambino, ultimo decennio del XVI secolo
- Ferraù Fenzoni - Perdono di Assisi
- Ferraù Fenzoni - Padre Eterno in mezzo agli angeli
- Ferraù Fenzoni - San Francesco intercede per le anime del Purgatorio
- Pier Paolo Menzocchi - Ritratto di Caterina Hercolani
- Luca Longhi - Ritratto di Cesare Hercolani
- Pier Paolo Menzocchi - Madonna del Rosario
- Sebastiano Menzocchi - Sposalizio di santa Caterina alla presenza di San Giovannino e del donatore
- Sebastiano Menzocchi - Madonna col Bambino e i santi Mercuriale e Valeriano
- Livio Modigliani - San Valeriano in atto di predicare ai soldati romani suoi commilitoni
- Livio Modigliani - Madonna col Bambino e i santi Domenico e Francesco
- Pier Paolo Menzocchi - Storie dell'Antico Testamento:

1. Apparizione dell'Angelo ad Agar
2. Lot invitato dagli angeli
3. Distruzione di Sodoma
4. Figura femminile

- Pier Paolo Menzocchi - Conversione di San Paolo
- Francesco Menzocchi - Sposalizio della Vergine, quarto decennio del XVI secolo

### Sala 20

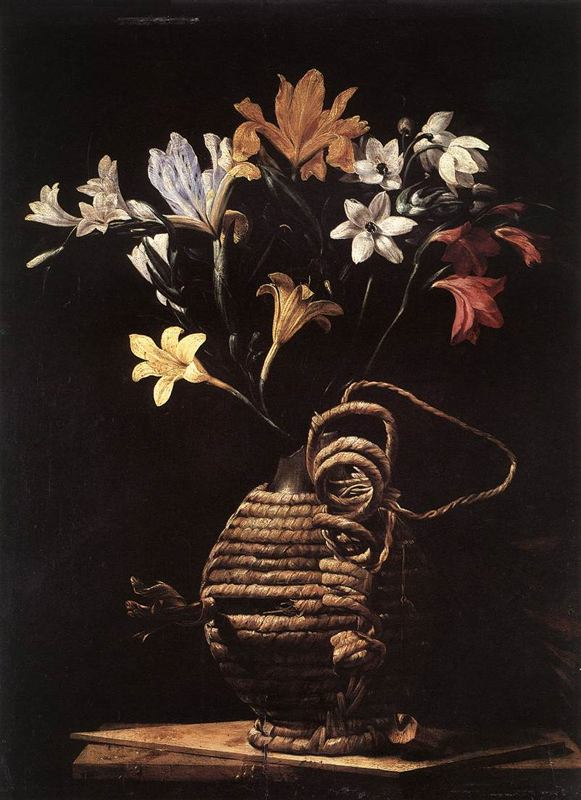
Attribuito a Tommaso Salini
Fiasca con fiori

- Tommaso Salini, attribuito a - Fiasca con fiori
- Guido Cagnacci - Allegoria dell'Astrologia sferica
- Pittore dell'Italia settentrionale del XVII secolo - Sant'Antonio da Padova giovinetto
- Pittore fiorentino del XVII secolo - Madonna col Bambino e i santi Mercuriale e Valeriano, 1620-1625
- Gian Domenico Cerrini detto il Cavalier Perugino - San Giovanni Battista
- Felice Fortunato Biggi - Fiori
- Carlo Magini - Natura morta con finocchio, canovaccio, testa di vitello e mele
- Carlo Magini - Natura morta con costolette d'agnello su tagliere, piatto di salsicce, cavolo e prosciutto appeso
- Nicola Bertuzzi - Scena di battaglia
- Nicola Bertuzzi - Passaggio di un esercito sopra un ponte